# Franz Glaser (Journalist)
Franz Glaser (auch František Glaser; geboren 7. März 1903 in Teplitz, Bezirk Teplitz-Schönau, Österreich-Ungarn; gestorben 29. Februar 1972 in Köniz, Kanton Bern, Schweiz) war ein tschechoslowakisch-schweizerischer Journalist.

## Leben
Franz Glaser war ein Sohn des Arbeiters Ernst Glaser, der vom Judentum zum Katholizismus konvertiert war, und der Elisabeth Nachod. Als Journalist war er Mitarbeiter zahlreicher deutschsprachiger Zeitungen in der Tschechoslowakei. Zeitweilig war er stellvertretender Chefredakteur des Prager Montagsblatts.
Nach dem deutschen Einmarsch 1939 floh Glaser in die Niederlande, später nach Belgien. Nach der Schlacht um Belgien im Mai 1940 wurde er inhaftiert. 1942 gelang ihm die Flucht in die Schweiz.
Nach Kriegsende wurde Glaser 1945/46 Presseattaché der tschechoslowakischen Botschaft in Bern. Nach dem kommunistischen Umsturz in der ČSR 1948 blieb er in der Schweiz. 1968 erhielt er in der Gemeinde Köniz das Bürgerrecht. Als freier Journalist arbeitete er unter anderem für die Zeitungen Vaterland in Luzern und das Berner Tagblatt, wobei er auch das Pseudonym Arthur Grodowsky benutzte.
1963 erhielt er das Bundesverdienstkreuz 1. Klasse und 1966 den päpstlichen Gregoriusorden.

## Schriften (Auswahl)
- Der Totengräber des sudetendeutschen Katholizismus. Eine Studie. 1938
- Die gute Saat der Slawenapostel. Freiburg, Schweiz : Kanisiuswerk, 1944
  - L’esprit chrétien das la littérature tchécoslovaque. 1944
  - La prédication du christianisme chez les peuples slaves. Bulle 1944
- Partisan Karel Kratochvil : ein Roman aus der tschechischen Widerstandsbewegung 1939–1943. Basel : Verlag für Wissenschaft, Technik und Industrie, 1945
- Exilierte böhmische Literatur. 1952
- Toddy ist an allem schuld. Zeichnungen: Heiner Rothfuchs. Gütersloh : S. Mohn, 1963